# Петтерссон, Рольф
Рольф Петтерссон (швед. Rolf Pettersson) — шведский ориентировщик, многократный победитель чемпионатов мира по спортивному ориентированию в эстафете.
Рольф Петтерссон четырёхкратный победитель чемпионатов мира в эстафете. В составе шведской эстафетной команды входил на высшую ступень пьедестала в 1972, 1974, 1976 и 1979 годах.
На чемпионате мира 1978 года, проходившем в норвежском городе Конгсберг, эстафетная команда Швеции осталась на втором месте, уступив сборной Норвегии.
Петтерссон обладатель серебряной медали в индивидуальной гонке на чемпионате мира 1976 года. На 15-ти километровой дистанции с 24 контрольными пунктами он уступил победителю, норвежцу Эгилю Йохансену (норв. Egil Johansen) чуть меньше двух минут.